# Sunday Morning Coming Down
A Sunday Mornin' Comin' Down egy Kris Kristofferson-dal, amely az előadó debütáló albumán jelent meg. Először Ray Stevens dolgozta fel 1969-ben. 1970-ben az év dalának választották.
1971-ben Johnny Cash saját tévéműsorában adta elő. Cash visszautasította, hogy a wishing, Lord, that I was stoned… sort megváltoztassa, a kábítószerre utaló tartalma miatt.
A dal Johnny Cash előadásában szintén hallható, a Columbo sorozat Hattyúdal című epizódjában.

## Variációk egy témára
- Johnny Cash a Live at Ausbry Park (The Great Lost Performance) albumán
- Waylon Jennings a  The Journey című albumán
- Willie Nelson a Willie Nelson Sings Kristofferson albumán
- Mother Hips a Don't Let The Bastards Get You Down című albumon
- A "Me First and the Gimme Gimmes" együttes a Love Their Country(2006) albumon
- Shawn Mullins a Soul's Core című albumon
- A "Crooked Fingers" együttes a 2002-es Reservoir Songs albumán
- A "Brassknuckle Boys" American Bastard című albumán.
- A Bobby Osborne & The Rocky Top X-Press Try a Little Kindness(2006) albumán.

## Külső hivatkozások
- Sunday Morning Coming Down